# Chiesa di San Sisto II Papa
La chiesa di San Sisto II Papa è la parrocchiale di Runco, frazione di Portomaggiore in provincia di Ferrara. La sua costruzione risale al XIV secolo.

## Storia
La chiesa dedicata a San Sisto esiste a Runco dal 1316 e nei primi secoli rimase legata alla pieve di Voghiera, la chiesa della Natività di Maria Vergine.
Ebbe la concessione del fonte battesimale nel 1621.
Nel 1650 l'edificio fu oggetto di un'importante ricostruzione che ne modificò la struttura originale e un intervento simile venne realizzato un secolo più tardi. Dopo tali modifiche assunse l'aspetto barocco che ci è pervenuto.
Nel primo decennio del XXI secolo si è realizzato un restauro conservativo che ha posto attenzione alle strutture murarie e alla loro tinteggiatura.

## Giurisdizione ecclesiastica
Le frazioni di Runco e Gambulaga, nel territorio comunale di Portomaggiore, sono le sole che essendo in provincia di Ferrara rientrano amministrativamente anche nell'arcidiocesi di Ferrara-Comacchio. Le altre ricadono nell'arcidiocesi di Ravenna-Cervia.

## Descrizione
Tra le opere artistiche conservate all'interno sono importanti un dipinto che ritrae San Sisto Papa attribuito a Ippolito Scarsella e i piccoli quadri con la Via Crucis del XIX secolo.
Per la devozione che la circonda è da ricordare l'immagine della Madonna della Trebbia, ritenuta miracolosa dalla metà del XX secolo.